# Médico naval

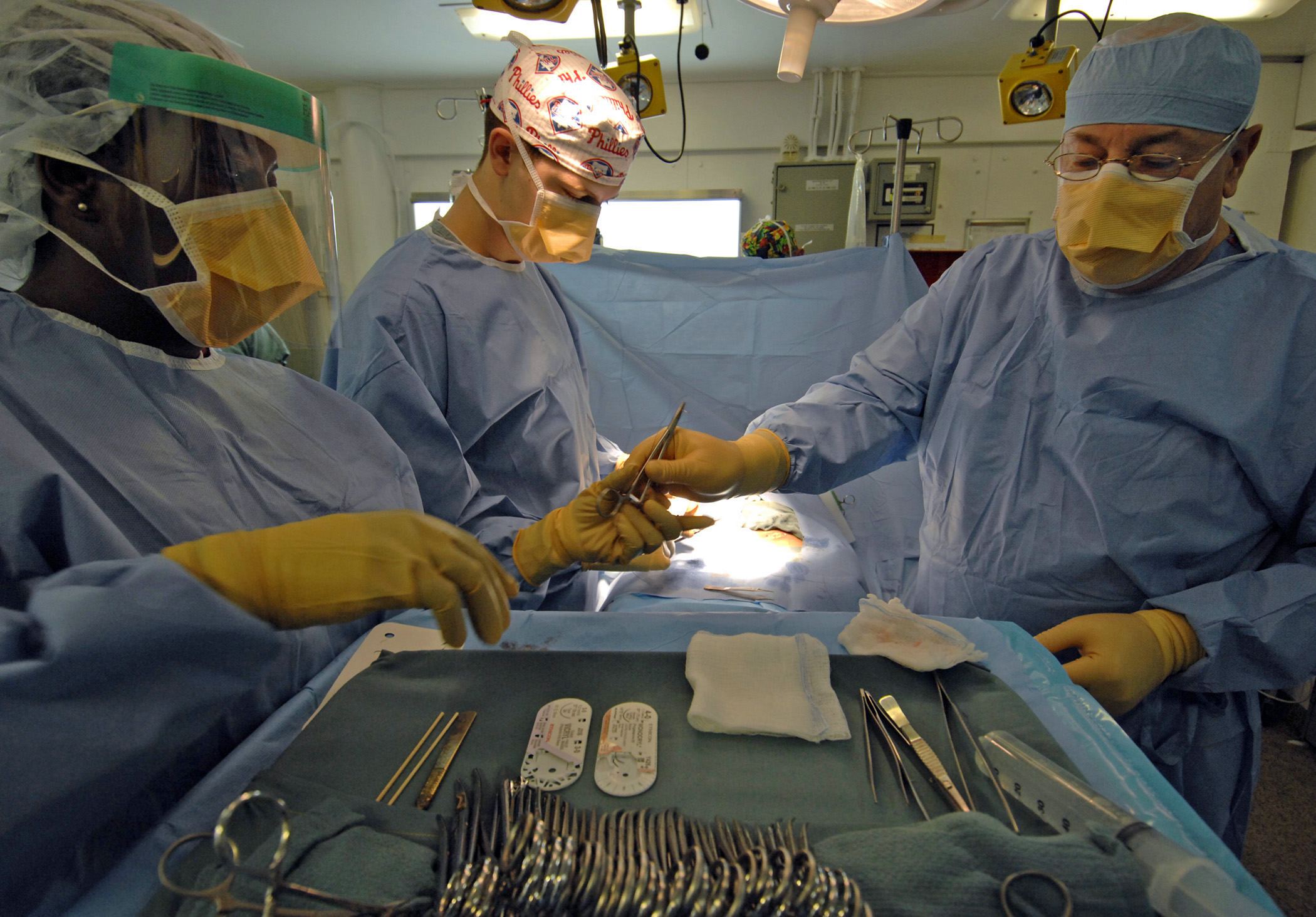
Médico naval

Un médico naval o cirujano naval es la persona responsable de la salud de la gente a bordo de un barco en el mar. El término aparece habitualmente en referencia a los cirujanos de la Marina Real Británica durante la era de la navegación. Estos hombres, como otros médicos de la época, carecían de muchos conocimientos médicos. Cuidaban de los miembros de la tripulación, enfrentándose a heridas de batalla, enfermedades y otros problemas médicos que plagaron a la Royal Navy alrededor del mundo.

## Real Navy
Durante la era de la navegación, la Marina Real contaba con oficiales médicos instruidos, a bordo de sus buques de guerra, que generalmente habían aprendido el oficio antes de abordar. Generalmente se les llamaba cirujanos. La Junta Naval aprobaba a los cirujanos a través de un examen en la Barber-Surgeon's Company bajo la Junta Naval. Los oficiales "Warranted Naval Medic", similares a los médicos en tierra, no requerían de estudios en medicina y funcionaban como aprendices. En 1814, la Marina Real contaba con 14 médicos, 850 cirujanos y 500 asistentes de cirujano cuidando de 130.000 hombres tanto en tierra como en el mar. Estaban muy bien pagados, empezando por 14£ al mes en 1815 para cirujanos con menos de 6 años de experiencia, hasta las 25£ por 20 años de experiencia. También disponían de 43£ para equipamiento, 5£ por cada 100 casos de enfermedades venereas que tratasen, y un sirviente personal. En estos extras un cirujano naval podía conseguir por encima de 200£ anuales.

### Rango
Los cirujanos obtenían su rango de la Junta Naval en función de su preparación y estatus social. Eran oficiales de guardia con un estatus alto, alojados en el barcon junto con el resto de oficiales. Hasta que los servicios médicos de la Marina se reorganizaron en 1806, los cirujanos tenían que ser aceptados por cada capitán, no asignados por el almirantazgo. A partir de 1808 los cirujanos, como los capitanes, se consideraron equivalentes a oficiales de la marina.
Contaban con ayudantes, que a partir de 1805 se llamaron "cirujanos asistentes" El cirujano y sus asistenes contaban con la ayuda de muchachos, que eran llamados "loblolly boys", llamados así por las gachas que habitualmente servían en la enfermería. Un pequeño número de doctores con educación superior médica tenían el rango de "médico" y supervisaban a los cirujanos a bordo o dirigían hospitales en tierra.

### Labores
Los cirujanos eran responsables de sus asistentes y "loblolly boys", y debían visitar a sus paciantes dos veces al día como mínimo y llevar registro de cada paciente a su cargo . El cirujano pasaba consulta cada mañana junto al mástil, asistido por sus ayudantes, y cuidaba de los heridos a lo largo del día. Durante las batallas trabajaba en una cabina conectada con cubierta por una trampilla por la que los heridos podían pasar para ser tratados. La cubierta de esta cabina se cubría de arena antes de la batalla para evitar que el cirujano resbalase con la sangre acumulada.
Además del cuidado de los enfermos y heridos, los cirujanos eran responsables de la regular las condiciones sanitarias del barco. Fumigaban la enfermería y, a veces, todos los camarotes quemando azufre. También debían mantener las máquinas que suministraban aire fresco a las cámaras inferiores para mantenerlas secas.

## Cirujanos famosos

### Históricos
- George Bass (1771 – después de 1803) navegó a Nueva Gales del Sur siendo el doctor del barco en el HMS Reliance. Fue naturalista y explorador; el Estrecho de Brass está nombrado en su honor.[8]
- William Beatty (1773–1842) era cirujano en HMS Victoria en la Batalla de Trafalgar (1805). Atendió al mortalmente herido almirante Nelson, y escribió una crónica de la batalla.
- Richard Brinsley Hinds (1811–1846) era cirujano en el viaje de 1835-42 del HMS Sulphur para explorar el océano Pacífico, y editó los informes de historia naturales de la expedición.

### En la ficción
- Stephen Maturin, uno de los personajes principales de la serie de Patrick O'Brian', Aubrey-Maturin.